# Николай Святополк-Мирски
Николай Иванович Святополк-Мирски (на руски: Николай Иванович Святополк-Мирский) е руски княз, офицер, генерал от кавалерията. Участник в Руско-турската война (1877 – 1878).

## Биография
Николай Святополк-Мирски е роден на 17 юли 1833 г. в Санкт Петербург в семейство от старинния дворянски род Святополк-Мирски. Наследствен княз. Посвещава се на военното поприще. Завършва Пажеския корпус. Военната служба започва при генерал-майор княз Михаил Воронцов. Участва в Кримската война (1853 – 1856). Бие се храбро и е Награден е с орден „Свети Георги“ IV степен (1854). Повишен е във военно звание флигел-адютант (1860). Назначен е за командир на Тенгинския пехотен полк и елитния лейбгвардейски Семьоновски полк (1861, 1867). Повишен е във военно звание генерал-майор от 1862 г.
Назначен за командир на 9-а пехотна дивизия с повишение във военно звание генерал-лейтенант и генерал адютант от 1876 г.
Участва в Руско-турската война (1877 – 1878). В края на юни 1877 г. формира от състава на дивизията Габровския отряд с командир генерал-майор Валериан Дерожински. На 7/19 юли 1877 г. след комбинирани действия с Предния отряд с командир генерал-лейтенант Йосиф Гурко овладява Шипченския проход. Частите на Габровския отряд участват в геройската защита на прохода през август 1877 г.
През декември 1877 г. е назначен за командир на лявата колона на Южния отряд с командир генерал-лейтенант Фьодор Радецки. Съставът на колоната е: 25 батальона, опълченска дружина, 6 казашки сотни, рота сапьори и 24 оръдия. Всичко 18 800 офицери и войници. С помощта на 2000 българи доброволци, организирани в команди за разчистване, преминава през зимата при сурови метеорологични условия Тревненския проход и освобождава за втори път Казанлък.
Атакува от движение на 27 декември Шейновския лагер на Централната османска армия с командир Вейсел паша. Нощува на завладяната позиция. След проведен военен съвет на 28 декември отразява турска атака и с настъпление обхваща източния турски фланг. Същия ден Централната армия е принудена да капитулира след комбинирана атака на 3-те колони на Южния отряд. Награден е с орден „Свети Георги“ III степен и златно оръжие „За храброст“ (1878).
Генерал-майор Николай Святополк-Мирски участва в победния парад на Южния отряд, проведен на 31 декември/12 януари при село Шипка. Назначен е за командир на авангарда на Южния отряд. Неговите части превземат Нова Загора и Ямбол.
След войната е назначен е за атаман на Донската казашка войска (1881). Повишен е последователно във военно звание генерал-адютант и генерал от кавалерията. Награден е с орден „Свети Александър Невски“ (1887). Член на Държавния съвет от 1898 г.